# Saint-Jean-des-Baisants
Pour les articles homonymes, voir Saint-Jean.
Saint-Jean-des-Baisants est une ancienne commune française du département de la Manche et de la région Normandie, devenue le 1er janvier 2016 une commune déléguée au sein de la commune nouvelle de Saint-Jean-d'Elle.
Elle est peuplée de 1 295 habitants.

## Géographie
La commune est en pays saint-lois. L'atlas des paysages de la Basse-Normandie la place au cœur de l'unité du Bocage en tableaux située à l'est de Saint-Lô et caractérisée par « une série de vallées parallèles sud-ouest/nord-est » aux « amples tableaux paysagers ». Son bourg est à 7,5 km au nord de Torigni-sur-Vire et à 9 km à l'est de Saint-Lô.
Trois routes départementales se rejoignent dans le bourg. La D 11 permet de retrouver Saint-Lô à l'ouest et Caumont-l'Éventé à l'est. Au nord, la D 59 rejoint la route Saint-Lô-Bayeux. Elle se prolonge au sud pour relier Torigni-sur-Vire et la sortie 40 de l'A84 un peu plus au sud. La D 286, au sud-ouest, mène à Condé-sur-Vire, la D 449 s'y raccordant avant la sortie du territoire pour se diriger vers Sainte-Suzanne-sur-Vire.
Saint-Jean-des-Baisants est dans le bassin de la Vire, par trois de ses affluents : le ruisseau de Précorbin au sud, le Fumichon au nord-ouest et l'un des bras de l'Elle, affluent important, au nord-est. Cette dernière rejoint la Vire beaucoup plus au nord, après une trentaine de kilomètres.
Étendu et ponctué de quelques collines, le territoire présente d'importants dénivelés. Le point culminant (216 / 217 m) se situe à proximité du bourg, au nord-est. Le point le plus bas (50 / 51 m) est à l'extrême sud du territoire, près du lieu-dit la Guérardière. La commune est bocagère.
Le climat est océanique, comme dans tout l'Ouest de la France. La station météorologique la plus proche est Caen-Carpiquet, à 40 km, mais Granville-Pointe du Roc est à moins de 55 km. Le pays saint-lois s'en différencie toutefois pour la pluviométrie annuelle un peu plus importante qui, à Saint-Jean-des-Baisants, avoisine les 900 mm.
Les lieux-dits sont, du nord-ouest à l'ouest, dans le sens horaire : la Pesnelière, Cotigny, l'Eau de Baudre, le Hameau Crocquevieille, la Binetière, le Château, la Paunetière, le Hameau Langlois, la Picardière, le Quesnel, les Gredaines, la Galloisière, les Maréchaux (au nord), le Hameau Lambert, les Sept Vents, la Salle, les Hauts Vents, les Ifs, la Grémonnerie, le Parc, le Bourg (à l'est), la Goderie, la Fosse, la Crue, la Fosse au Noël, le Breuil, la Millonière, la Guérardière (au sud), le Mézeray, la Pinçonnière, la Rochelle, Fontaine-Rose, le Mesnil Gonfroy, la Beslais, la Pourie, la Héberdière, l'Hôtel Fouchet (à l'ouest), Launay, Chapelle Saint-Pierre, la Crespellière, le Hameau Guillet et la Meneulière.
| La Barre-de-Semilly | Saint-Pierre-de-Semilly, Bérigny                           | Notre-Dame-d'Elle     |
| Condé-sur-Vire      | Saint-Jean-des-Baisants                                    | Rouxeville, Précorbin |
| Condé-sur-Vire      | Saint-Amand (comm. ass. de La Chapelle-au-Fest), Précorbin | Précorbin             |

## Toponymie
Le nom de la localité est attesté sous les formes Sancti Johannis Beisanz vers 1180, Saint Jehan en 1316.
La paroisse est dédiée à Jean le Baptiste. 
Baisants serait dû au patronyme Baisant ou Paisant.
Le gentilé est Saint-Jeannais.

## Histoire
En 1779, la paroisse à pour seigneur et patron messire Jean Jacques Gabriel Leprovost, également seigneur et patron de Vaulaville et autres lieux, époux de noble dame Marie Catherine Heroüard.
À la création des cantons, Saint-Jean-des-Baisants est chef-lieu de canton. Ce canton est supprimé lors du redécoupage cantonal de l'an IX (1801).
Le village est détruit en 1944.

## Politique et administration

### Tendances politiques et résultats
- Les électeurs de la commune placent Marie-Pierre Fauvel et Michel De Beaucoudrey (Divers droite) en tête au premier et au second tour des élections départementales de 2015[13].
- Les électeurs de la commune placent Hervé Morin (Liste d'Union de la droite) en tête au premier et au second tour des élections régionales 2015[14].

### Administration municipale
| Période                                                                                      | Période       | Identité                   | Étiquette | Qualité                             |
| -------------------------------------------------------------------------------------------- | ------------- | -------------------------- | --------- | ----------------------------------- |
| 1800                                                                                         | 1800          | Jacques Crocquevieille     |           |                                     |
| 1800                                                                                         | 1812          | Gabriel Leprovost          |           |                                     |
| 1813                                                                                         | 1831          | Jacques Crocquevieille     |           |                                     |
| 1831                                                                                         | 1838          | Pierre Godey               |           |                                     |
| 1838                                                                                         | 1846          | Jean Septvants             |           |                                     |
| 1846                                                                                         | 1848          | Jacques Crocquevieille     |           |                                     |
| 1848                                                                                         | 1884          | Jean Jacques Le Maître     |           |                                     |
| 1884                                                                                         | 1888          | Georges Saint-Paul d'Arloi |           |                                     |
| 1888                                                                                         | 1895          | Gustave Leberruyer         |           |                                     |
| 1895                                                                                         | 1907          | Edmond Crocquevieille      |           |                                     |
| 1907                                                                                         | 1912          | Jean Lamoureux             |           |                                     |
| 1912                                                                                         | 1925          | Émile Morice               |           |                                     |
| 1925                                                                                         | 1926          | Pierre Lecot               |           |                                     |
| 1926                                                                                         | 1932          | Athanase Vivier            |           |                                     |
| 1932                                                                                         | 1940          | Auguste Leconte            |           |                                     |
| 1940                                                                                         | 1942          | Albert Crocquevieille      |           | adjoint assurant l'intérim          |
| 1942                                                                                         | 1945          | Albert Crocquevieille      |           |                                     |
| janvier 1945                                                                                 | mai 1945      | Auguste Leconte            |           |                                     |
| mai 1945                                                                                     | décembre 1945 | Angèle Lamoureux           |           | Fille d'Émile Morice Démissionnaire |
| 1946                                                                                         | 1955          | Paul Auvray                |           |                                     |
| 1955                                                                                         | 1995          | André Lemière              |           |                                     |
| 1995                                                                                         | 2001          | Roger Crocquevieille       |           |                                     |
| mars 2001                                                                                    | décembre 2015 | Yves Simon                 | SE        | Inspecteur du trésor                |
| Une partie des données est issue d'une liste établie par Jean Pouëssel et Maurice Leplatois. |               |                            |           |                                     |

Le conseil municipal était composé de quinze membres dont le maire et trois adjoints.
| Période      | Période  | Identité          | Étiquette | Qualité                                         |
| ------------ | -------- | ----------------- | --------- | ----------------------------------------------- |
| janvier 2016 | mai 2020 | Yves Simon        | SE        | Inspecteur du trésor Maire de Saint-Jean-d'Elle |
| mai 2020     | En cours | Maurice Leplatois | SE        | Retraité ancien cadre administratif             |

## Démographie
En 2021, la commune comptait 1 295 habitants. Depuis 2004, les enquêtes de recensement dans les communes de moins de 10 000 habitants ont lieu tous les cinq ans (en 2005, 2010, 2015, etc. pour Saint-Jean-des-Baisants) et les chiffres de population municipale légale des autres années sont des estimations.
Saint-Jean-des-Baisants a compté jusqu'à 1 358 habitants en 1821.
| 1793  | 1800  | 1806  | 1821  | 1831  | 1836  | 1841  | 1846  | 1851  |
| ----- | ----- | ----- | ----- | ----- | ----- | ----- | ----- | ----- |
| 1 205 | 1 097 | 1 220 | 1 358 | 1 190 | 1 144 | 1 092 | 1 092 | 1 130 |

| 1856  | 1861  | 1866  | 1872  | 1876  | 1881  | 1886  | 1891  | 1896 |
| ----- | ----- | ----- | ----- | ----- | ----- | ----- | ----- | ---- |
| 1 077 | 1 034 | 1 060 | 1 003 | 1 006 | 1 026 | 1 021 | 1 005 | 917  |

| 1901 | 1906 | 1911 | 1921 | 1926 | 1931 | 1936 | 1946 | 1954 |
| ---- | ---- | ---- | ---- | ---- | ---- | ---- | ---- | ---- |
| 928  | 814  | 796  | 700  | 733  | 723  | 737  | 728  | 741  |

| 1962 | 1968 | 1975 | 1982 | 1990 | 1999 | 2005  | 2010  | 2015  |
| ---- | ---- | ---- | ---- | ---- | ---- | ----- | ----- | ----- |
| 705  | 744  | 734  | 817  | 977  | 996  | 1 103 | 1 203 | 1 252 |

| 2018  | - | - | - | - | - | - | - | - |
| ----- | - | - | - | - | - | - | - | - |
| 1 266 | - | - | - | - | - | - | - | - |

## Lieux et monuments
- Église Saint-Jean-Baptiste détruite en 1944 et reconstruite de 1959 à 1962 par l'architecte Belin. Elle est inscrite au titre des monuments historiques par arrêté du 15 décembre 2005[22] et a reçu le label « Patrimoine du XXe siècle ». Elle abrite des vitraux de Chapuis et de l'atelier Gouffault ou Ripeau.
- Chapelle Saint-Pierre aux cailloux à la Crespellière.
- Grotte de la chapelle Saint-Pierre.
- Manoir de Saint-Jean (XIe, XIIe – XXe siècles), très touché en 1944.

## Activité, labels et manifestations

### Sports
Le Saint-Jean-des-Baisants Sport a fait évoluer deux équipes de football en divisions de district.

### Labels
La commune est un village fleuri (une fleur) au concours des villes et villages fleuris.